# Little Fictions
Little Fictions è il settimo album in studio del gruppo alternative rock inglese Elbow, pubblicato il 3 febbraio 2017.

## Tracce
1. Magnificent (She Says) – 4:24
2. Gentle Storm – 3:39
3. Trust the Sun – 5:55
4. All Disco – 4:27
5. Head for Supplies – 3:56
6. Firebrand & Angel – 5:25
7. K2 – 5:18
8. Montparnasse – 2:40
9. Little Fictions – 8:26
10. Kindling – 4:15

## Formazione
- Guy Garvey - voce, chitarra
- Mark Potter - chitarra, voce
- Craig Potter - tastiere, organo, voce
- Pete Turner - basso